# Dominique Estrosi Sassone
Pour les articles homonymes, voir Estrosi et Sassone.
Dominique Estrosi-Sassone, née le 14 novembre 1958 à Nice (Alpes-Maritimes), est une femme politique française.
Épouse de Christian Estrosi jusqu’en 2014, membre de l’UMP puis de LR, elle est notamment sénatrice des Alpes-Maritimes depuis 2014 et conseillère municipale de Nice.
Elle a également été auparavant adjointe au maire de Nice, vice-présidente du conseil départemental des Alpes-Maritimes, vice-présidente de la communauté urbaine Nice Côte d’Azur et conseillère régionale de Provence-Alpes-Côte d’Azur.

## Biographie
Dominique Sassone est la fille de Jean Sassone (1931-2006), adjoint au maire de Nice de 1977 à 1995. Mariée à Christian Estrosi, dont elle a par la suite divorcé, elle a deux filles, Laetitia et Laura, nées en 1985 et 1988.
Titulaire d’une maîtrise de droit obtenue à l’université de Nice Sophia Antipolis, Dominique Estrosi-Sassone mène une carrière dans la fonction publique territoriale, avant d’être élue conseillère municipale et adjointe au maire de Nice en 2001. En 2004, elle est élue au conseil régional de Provence-Alpes-Côte d’Azur. En 2008, elle figure sur la liste de Christian Estrosi, élu maire de Nice. Elle est nommée adjointe au maire, déléguée à la politique de la ville, au logement et à la lutte contre les discriminations, et devient également vice-présidente de la communauté d’agglomération Nice Côte d’Azur. En 2008, elle est élue présidente de « Côte d’Azur Habitat ».
Au cours des années 1990, Dominique Estrosi-Sassone et son époux Christian Estrosi sont mis en cause au sujet du détournement en 1989 d'une subvention du conseil général des Alpes-Maritimes de 750 000 francs destinée à l'association « Le Golf de Nice », promouvant le lieu,, mais perçue par une SARL du même nom, exploitant le golf, et dont Dominique Estrosi était la gérante quelques mois avant les faits. La plainte en escroquerie déposée par le conseil général fait l'objet d'un non-lieu.
Lors des élections régionales de mars 2010, Dominique Estrosi-Sassone est tête de liste départementale UMP et est réélue au conseil régional de Provence-Alpes-Côte d’Azur. En 2011, elle se lance dans la campagne des cantonales et remporte le 14e canton de Nice, détenu depuis dix-neuf ans par la gauche, face au conseiller général socialiste sortant, Paul Cuturello, et à l’ancien maire de Nice, Front national, Jacques Peyrat. Elle démissionne du conseil régional en 2011, pour cumul de mandats, à la suite de son élection au conseil général. 
En 2014, elle figure sur la liste de Christian Estrosi, réélu maire de Nice. Elle est nommée adjointe au maire de Nice, déléguée au logement, à la rénovation urbaine et à la proximité. Elle est conseillère métropolitaine de Nice Côte d’Azur. Depuis 2011, elle est également secrétaire générale de la Fédération des offices publics de l’habitat.
Le 28 septembre 2014, elle est élue sénatrice des Alpes-Maritimes sur la liste UMP-UDI qu’elle conduit et qui remporte trois sièges. En 2023, elle devient présidente de la commission des Affaires économiques du Sénat.
Elle soutient Nicolas Sarkozy pour la primaire présidentielle des Républicains de 2016, puis Xavier Bertrand — dont elle est la référente au Sénat et co-porte-parole de campagne — pour l'élection présidentielle de 2022.

## Détail des mandats et fonctions
- Sénatrice des Alpes-Maritimes.
- Adjointe au maire de Nice.
  - déléguée au Logement, à la rénovation urbaine et à la proximité.
  - déléguée au logement, à la politique de la ville et la cohésion sociale et à la lutte contre les discriminations.
- Conseillère de la métropole Nice Côte d’Azur.
- Présidente de « Côte d’Azur Habitat » (office public de l'habitat des Alpes-Maritimes).
- Conseillère générale des Alpes-Maritimes (canton de Nice-14) puis conseillère départementale (canton de Nice-3).
- Vice-présidente de la communauté urbaine Nice Côte d’Azur.
- Conseillère régionale de Provence-Alpes-Côte d’Azur, élue dans les Alpes-Maritimes[7].